# Drosophila ingens
Drosophila ingens är en tvåvingeart som beskrevs av Elmo Hardy och Kaneshiro 1971. Drosophila ingens ingår i släktet Drosophila och familjen daggflugor.
Artens utbredningsområde är Hawaii.